# مات كينغ (مغني)
مات كينغ (بالإنجليزية: Matt King)‏ هو مغني وكاتب أغاني أمريكي، ولد في 28 سبتمبر 1966 في آشفيل في الولايات المتحدة.

## وصلات خارجية
- الموقع الرسمي
- مات كينغ على موقع ميوزك برينز (الإنجليزية)
- مات كينغ على موقع ديسكوغز (الإنجليزية)